# Inga Abel
Inga Abel (født 7. juli 1946 i Düsseldorf, død 27. maj 2000 sammesteds) var en tysk skuespillerinde.
Siden hun var 8 år, lærte hun ballet og kunstskøjteløb. Da hun var 17 til 19 år, var hun halvsolist på Wiens isrevy. Senere læste hun til skuespiller i sin hjemby Düsseldorf og spillede blandt andet på Komödie i Frankfurt, Theater am Dom i Köln og Schlosshoftheater i Moers. Hun var blandt andet kendt for sin rolle som Dr. Eva-Maria Sperling i WDR-serien Lindenstraße, som hun nåede at medvirke i i 8 år. Hos Radio Luxemburg var hun sammen med Hugo Egon Balder vært på middagsudsendelsen Mahlzeit.
I karnevalsæsonen 1975 var hun ud over Prinz Jupp I. (Josef Steinhausen) Venetia Inga I i sin hjemby Düsseldorf.
På grund af sin markante stemme blev hun fra slutningen af 1980'erne også brugt som stemmelægger.
Abel døde den 27. maj 2000 af brystkræft.